# دفتر زبان فرانسوی کبک
دفتر زبان فرانسوی کبک (فرانسوی: Office québécois de la langue française) یک سازمان استانی دولتی کبک است که در ۲۴ مارس ۱۹۶۱ توسط دولت لیبرال ژان لساژ تأسیس شد. مأموریت اولیه آن، که در گزارش ۱ آوریل ۱۹۶۴ تعریف شده‌است، «همسویی با زبان فرانسوی بین‌المللی، ترویج کانادایی‌گرایی‌های خوب و مبارزه با انگلیسی‌گرایی … کار کردن بر روی عادی‌سازی زبان در کبک و حمایت از کشور، مداخله برای اجرای یک سیاست زبانی جهانی که فرانسوی را با انگیزه‌های اقتصادی-اجتماعی به زبان اولویت‌دار کبک تبدیل می‌کند» بود.